# Sukawarna
Sukawarna is een bestuurslaag in het regentschap Kota Bandung van de provincie West-Java, Indonesië. Sukawarna telt 15.165 inwoners (volkstelling 2010).